# فاروق آکسوی
فاروق آکسوی (ترکی استانبولی: Faruk Aksoy؛ زاده ۱۹۶۴) کارگردان فیلم، تهیه‌کننده فیلم، و فیلم‌نامه‌نویس اهل ترکیه است.
او به عنوان کارگردان فیلم  فتح ۱۴۵۳ شناخته می‌شود.